# 大內克埃斯泰茨 (紐約州)
大內克埃斯泰茨（英語：Great Neck Estates）是位於美國紐約州拿騷縣的村。

## 人口
根據2020年美國人口普查的數據，大內克埃斯泰茨的面積為2.08平方千米，當中陸地面積為1.08平方千米，而水域面積為0.99平方千米。當地共有人口2990人，而人口密度為每平方千米1,438人。